# Justin Foley
Justin Foley (nacido en 1976) es conocido por ser el batería de la banda de metalcore Killswitch Engage. También un miembro activo de la banda Blood Has Been Shed junto con el excantante de Killswitch Engage, Howard Jones. Foley ha sido citado diciendo que sus influencias principales incluyen John Bonham, Neil Peart, Buddy Rich, Sean Reinert y Charlie Benante. 

## Biografía

### Primeros años
Justin Foley nació en Simsbury, Connecticut en 1976. Antes de unirse a Killswitch Engage, Foley participó en la banda llamada Red Tide en Connecticut, con los géneros de thrash y jazz metal . Red Tide se inició como un grupo de thrash metal en 1993, luego se convirtió en una banda de metal de jazz en los últimos años 90. Como letrista principal y uno de los compositores de la Red Tide, Foley gana celebridad en los medios locales. Con ese grupo, Foley lanzó por lo menos 5 maquetas y dos CD. Red Tide se disolvió en 2002 debido a desacuerdos personales y la imposibilidad de trabajar en equipo.

### Educación
Foley se graduó de la Simsbury High School en Simsbury, CT en 1994. Obtuvo su licenciatura en percusiones en la Universidad de Connecticut. Tras ello se preparó para su maestría en percusión en la prestigiosa Hartt School of Music. Cuando no está de gira o grabando, Justin continúa preparando las sinfonías de Connecticut.

### Killswitch Engage
Foley se unió a la banda Killswitch Engage después de la salida del baterista anterior, Tom Gomes, en octubre de 2003. Él ha demostrado su dominio dinámico y potente de los tambores mientras se realiza con ambas bandas. También es conocido por sus toques de tambor único que no siguen el ritmo normal de metalcore.
Justin Foley es uno de los muchos artistas de la publicidad Evans DrumHeads junto con bateristas famosos, tales como Daniel Erlandsson, Charlie Benante, Kevin Talley, Morgan Rose, Mateo McDonough y Vinnie Paul, entre otros artistas. 

### Vida personal
Foley ha sido citado diciendo que si no tocara la batería, le gustaría hacer una prueba para los Yankees de Nueva York, quien es un ávido fanático . También es un ávido fanático de Los Simpson. Justin también se dedicado. Él ahora vive en San Luis, Misuri. Foley es conocido por su cabeza afeitada y larga barba roja.

## Equipos
- Yamaha Tambores Oak Custom
  - 20x17 "Bombo
  - 10x8 "Rack Tom
  - 13x10 "Tom de piso
  - 15x12 "Tom de piso (a medida)
  - 14 "x 6.5" Mike Bordin Snare Firma

(Su equipo es conocido por sus tamaños. Es uno de los bateristas de metal que usa sólo un kit de 5 piezas que incluye los tamaños pequeños. A pesar de ello, sus golpes tienen muchas variaciones y que suena más de un 5 piezas.)
- Yamaha SUBKICK
- Yamaha doble pedal
- Evans tambor Jefes
- Zildjian Platillos
  - 19in . K Custom Dark China
  - 16in .A Custom Projection Crash
  - 18in .A Custom Medium Crash
  - 22in . A Custom Medium Ride
  - 14in .K Custom Session Hihats
  - 10in .A Splash
  - 19in .A Custom Crash
- Pro-Mark TX5BW drumsticks

## Discografía
Albums

- Blood Has Been Shed - Novella of Uriel (February 20th, 2001; Ferret Records)
- Blood Has Been Shed - Spirals (March 11th, 2003; Ferret Records)
- Killswitch Engage - The End of Heartache (May 11th, 2004; Roadrunner Records)
- Killswitch Engage - As Daylight Dies (November 21st, 2006; Roadrunner Records)
- Killswitch Engage - Killswitch Engage (30 de junio de 2009; Roadrunner Records)
- Red Tide - Type 2 (August 2001; Encrypted Records)
- Red Tide - Themes of the Cosmic Consciousness (1997; Self released)
- Red Tide - Hybrid / Limited Production (1996)
- Red Tide - Expressions Demo Tape (1995)
- Red Tide - Steps to the End Demo Tape (1994)
- Red Tide - Ideal Creation Demo Tape (1994)
- Red Tide - Peculiar Institution Demo Tape (1993)

- Datos: Q2733893
- Multimedia: Justin Foley / Q2733893